# Ononis fruticosa
Ononis fruticosa es una especie de arbusto de la familia Fabaceae nativa del Mediterráneo Occidental.

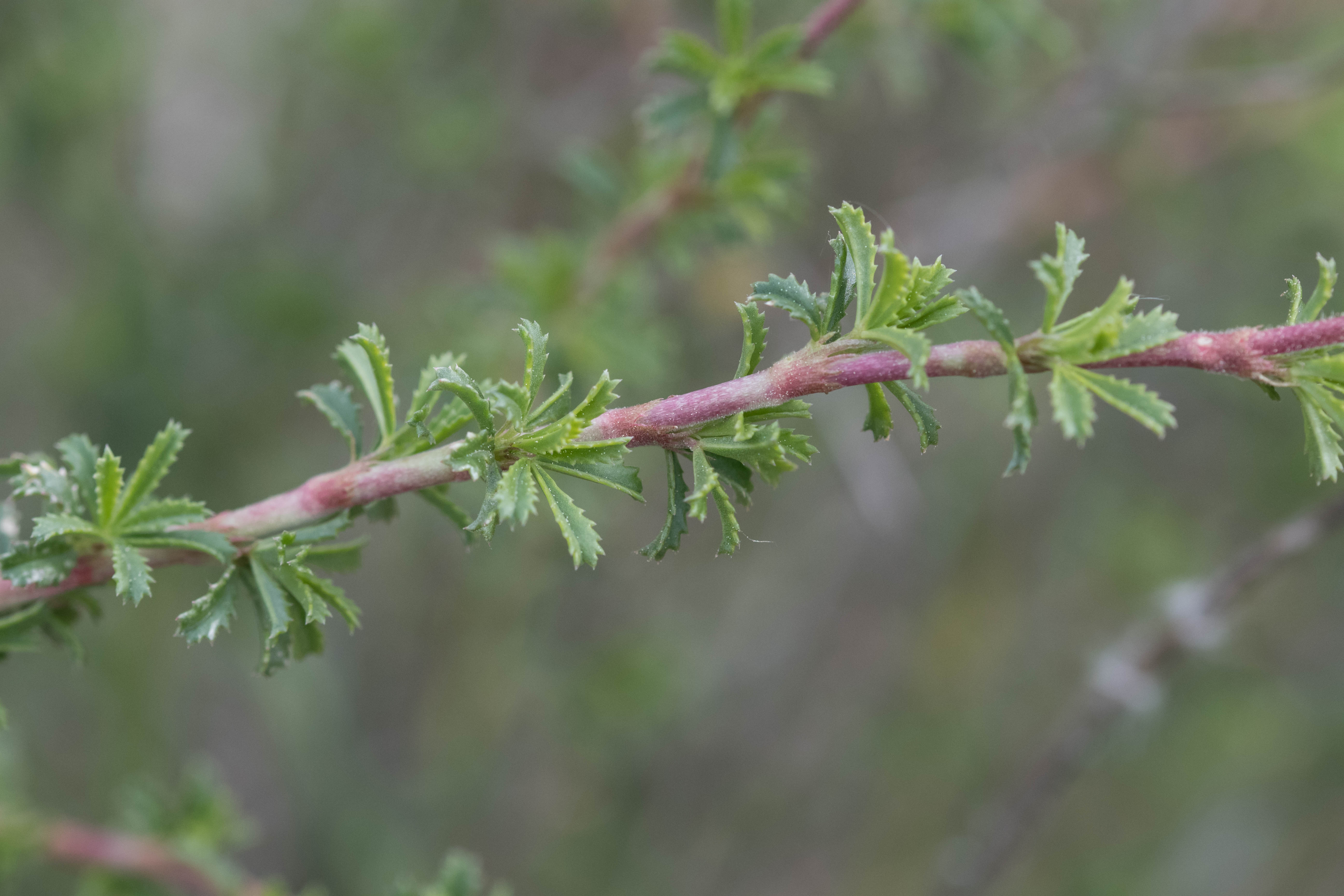
Detalle de las hojas

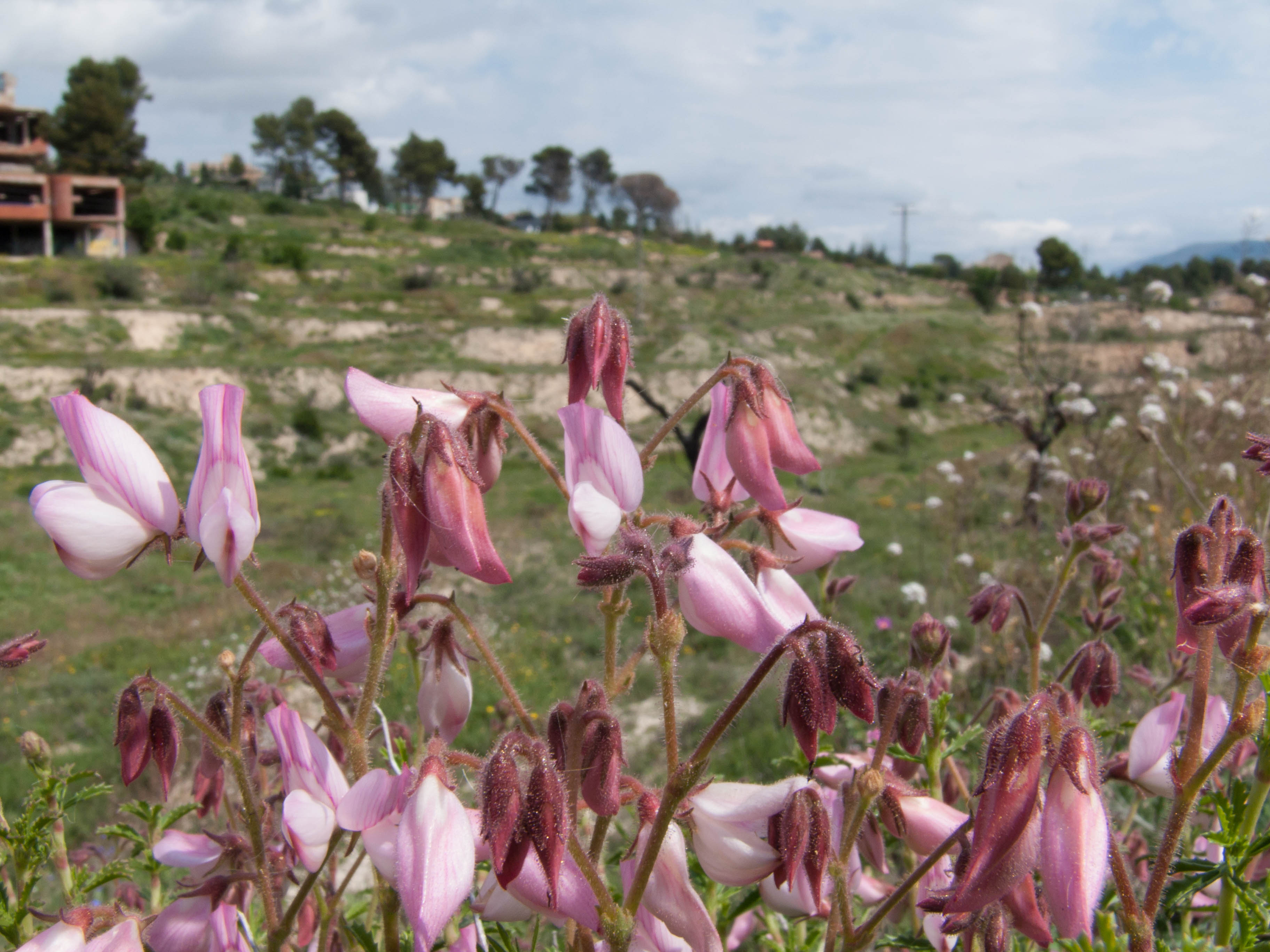
Detalle de inflorescencias con flores.

## Descripción
Es un arbusto de hasta 100 cm de altura, erecto y ramificado. Los  tallos jóvenes están cubiertos por tomento blanquecino. Las  hojas son trifoliadas, con márgenes dentados o aserrados. Las  inflorescencias tienen entre 1 y 3  flores y se sitúan en el ápice de los tallos. Las flores son blanco-rosadas, de 1-2 cm. El fruto es una legumbre de 2-3 cm, cubierto de pelos glandulosos, con 3-4  semillas en su interior. Florece normalmente entre mayo y julio.
Crece en la península ibérica (principalmente en la  Meseta, el valle del Ebro y el este peninsular), sureste de Francia y norte de Marruecos y Argelia. Normalmente forma parte de  matorrales sobre arcillas o calizas, entre los 400 y 1500 metros de altitud.

## Taxonomía
Ononis fruticosa fue descrita por Carlos Linneo en Species Plantarum en 1753. 
Sinonimia 
- Anonis fruticosa (L.) Lam.
- Natrix fruticosa (L.) Moench
- Ononis fruticosa f. mycrophylla (DC.) Sirj.
- Ononis fruticosa subsp. microphylla (DC.) O.Bolòs, Vigo, Masalles & Ninot
- Ononis fruticosa subvar. intermedia ( Rouy) O.Bolòs & Vigo
- Ononis fruticosa var. intermedia  Rouy
- Ononis fruticosa var. microphylla DC.
- Ononis fruticosa var. mycrophylla DC.
- Ononis fruticosa var.rigida Asch. & Graebn.
- Ononis purpurea Mill. ex Steud.
- Ononis rigida Kunze

## Nombre común[1]
- Español: arnallos, cornicabra, garbancera, garbancillera borde, garbancillo borde, hierba melera, sangilipar.
- Catalán: gavó fruticós, herba melera.
- Euskera: sangiliparra, txantxiliparra, txingiliparra.